# Bleptina homotypa
Bleptina homotypa là một loài bướm đêm trong họ Noctuidae.